# Dendrothele biapiculata
Dendrothele biapiculata är en svampart som först beskrevs av Gordon Herriot Cunningham, och fick sitt nu gällande namn av P.A. Lemke 1965. Dendrothele biapiculata ingår i släktet Dendrothele och familjen Corticiaceae.   Inga underarter finns listade i Catalogue of Life.